# SOCCSKSARGEN
SOCCSKSARGEN oder Region XII ist eine philippinische Region auf der Insel Mindanao.
Der Name ist ein Akronym aus den Anfangsbuchstaben der Provinzen und Städte SOuth Cotabato, Cotabato, Sultan Kudarat, SARangani und GENeral Santos City. Das Verwaltungszentrum befindet sich in der Stadt Koronadal City in der Provinz South Cotabato.
Cotabato City ist von der Provinz Maguindanao, die zur Autonomous Region in Muslim Mindanao (ARMM) gehört, umgeben. Die Stadt ist zudem der Sitz der Regierung der ARMM, sie selbst gehört jedoch der Region SOCCSKSARGEN an.

## Demografie und Sprache
Laut der Volkszählung von 2015 haben die Provinzen der Region SOCCSKSARGEN zusammen eine Bevölkerungszahl von 4.545.276 Einwohnern. 2007 lag die Bevölkerungsdichte bei 159,82 Menschen pro km².
Die Einwohner der Provinzen sind zum Großteil muslimische Filipinos, die ihr Territorium über Jahrhunderte gegen spanische, amerikanische und nationalphilippinische Interessen verteidigt haben.
Im 20. Jahrhundert siedelten sich dann viele christliche Einwanderer, mehrheitlich von den Visayas, in den Gebieten an, ohne ein Übergewicht schaffen zu können. Als die ARMM gegründet wurde, um die mehrheitlich muslimisch bewohnten Provinzen zusammenfassen, stimmten dennoch viele der dem Bezirk SOCCSKSARGEN angehörenden Provinzen in der Volksabstimmung gegen eine Zugehörigkeit zu dieser neuen Region.
In der Region sind die Dialekte Tboli, Blaan, Cotabato Manobo und Tagabanwa vertreten. Aber auch philippinische Sprachen wie Cebuano und Tagalog sind verbreitet anzutreffen.

## Geografie
Die Provinzen der Region liegen allesamt im Zentrum und im Süden Mindanaos. Sultan Kudarat, Sarangani und die Stadt General Santos City liegen am Golf von Moro bzw. der Celebessee. South Cotabato wie auch Cotabato sind Binnenprovinzen von Zentralmindanao und verfügen über keinen Zugang zum Meer.
Die Region besitzt eine ausgedehnte Küstenlinie und zahlreiche Schluchten und Bergzüge. Bekannt sind die Provinzen von SOCCSKSARGEN zudem für ihr weitläufiges Flusssystem, in dem die Ligawasan-Flussmarschen liegen; sie gelten als das „Regenauffangbecken“ von Mindanao.
Die Flüsse liefern ein reichhaltiges Angebot an Nahrung, Trinkwasser und nutzbarer Energie. Der Provinz Cotabato gehört der Rio Grande de Mindanao an, der zweitlängste Fluss der Philippinen und der längste in ganz Mindanao.
Die Gesamtfläche der Region umfasst 22.337 km².

## Verwaltungsgliederung
Die Region gliedert sich in vier Provinzen, eine hochurbanisierte Stadt und eine Independent Component City mit insgesamt 45 Gemeinden. Diese sind wiederum unterteilt in 1.157 Barangays (Ortsteile).
Die Provinz besteht aus sechs Kongress-Distrikten.

### Provinzen
| Provinz        | Hauptstadt     | Einwohner (2010) | Fläche (km²) | Bevölkerungsdichte (pro km²) |
| -------------- | -------------- | ---------------- | ------------ | ---------------------------- |
| Cotabato       | Kidapawan City | 1.226.508        | 9.009        | 136,1                        |
| Sarangani      | Alabel         | 498.904          | 3.601        | 138,5                        |
| South Cotabato | Koronadal City | 827.200          | 3.936        | 210,2                        |
| Sultan Kudarat | Isulan         | 747.087          | 5.298        | 141,0                        |

### Städte
| Stadt               | Provinz        | Einwohner (2007) | Fläche (km²) | Bevölkerungsdichte (pro km²) |
| ------------------- | -------------- | ---------------- | ------------ | ---------------------------- |
| Cotabato City       | —              | 259.153          | 176,00       | 1.472,35                     |
| General Santos City | —              | 529.542          | 492,86       | 1.074,43                     |
| Tacurong City       | Sultan Kudarat | 82.546           | 153,40       | 538,11                       |
| Kidapawan City      | Cotabato       | 117.610          | 358,47       | 328,09                       |
| Koronadal City      | South Cotabato | 149.622          | 277,00       | 540,15                       |

1. ↑  Cotabato City ist von der Provinz Maguindanao unabhängig; diese gehört zum Bezirk Autonomous Region in Muslim Mindanao. Der Sitz der Bezirksregierung der ARMM befindet sich jedoch in Cotabato City.
2. ↑  Die Zahlen sind in South Cotabato nicht beinhaltet.

## Geschichte
Die Region XII hieß vor 2001 noch Central Mindanao und wurde am 7. Juli 1975 durch den Presidential Decree Nr. 742 gegründet. Er umfasste damals die Provinzen Lanao del Norte, Lanao del Sur, North Cotabato (heute Cotabato), Sultan Kudarat und Maguindanao.
Durch die Erschaffung der ARMM am 1. August 1989 wurden Lanao del Sur und Maguindanao ausgegliedert und der neuen autonomen Region zugeordnet, nachdem sich deren Einwohner bei einem Volksreferendum für die Zugehörigkeit zur ARMM ausgesprochen hatten.
Am 23. Februar 1995 wurde Sultan Kudarat der Region Southern Mindanao zugeordnet (Republic Act Nr. 7901.), um 1997 wieder nach Central Mindanao zurückzukehren.
Am 19. September 2001 wurden die Regionen und Provinzen in Mindanao mit dem Executive Order Nr. 36 von Präsidentin Gloria Macapagal-Arroyo reorganisiert. Im Zuge dieser politischen Neugestaltung wurde die Provinz Lanao del Norte und die Stadt Marawi City von Central Mindanao gelöst und der Region Northern Mindanao zugeteilt. Gleichzeitig wurden die Provinzen Sarangani und South Cotabato der Region XII zugewiesen und diese erhielt ihren heutigen Namen, gebildet aus den Anfangsbuchstaben aller nun zugehörigen Provinzen.

## Wirtschaft
Der Hauptwirtschaftszweig der Region ist die Fischerei. Vor allem die Provinzen Sultan Kudarat und Sarangani haben Zugang zu den reichen Fischgründen der Celebessee und des Golfes von Moro. Zudem verfügt die Region über eine große Zahl ergiebiger Flüsse, Seen und Ströme.
Daneben spielt die Land- und Forstwirtschaft eine bedeutende Rolle. 39,9 % der gesamten Landfläche ist landwirtschaftliche Nutzfläche. Dabei sind Kokosnuss, Ananas, Kautschuk, Zuckerrohr, Reis, Mais, Bananen und andere Früchte die am meisten in den Provinzen angebauten Agrarprodukte.
Die zentralen Provinzen besitzen ebenso Bodenschätze wie Gold, Kupfer, Eisen, Chrom, Silber, Zink, Aluminiumoxid, Kalkstein und Phosphate.

## Klima
Während der Monate Juni bis Oktober treten in den Gebieten der Region teils heftige Regenfälle auf. Dagegen herrscht von Februar bis Juni bei tropischen Temperaturen zwischen 24 und 29 °C trockenes Wetter vor.
Taifune streifen den Bezirk jedoch sehr selten.

## Kulturelles Erbe
Die einheimische Volksgruppe der Maguindanaon und andere einheimische Gruppen besitzen eine bemerkenswerte und faszinierende Kultur, die sich um die Kulintang-Musik dreht, eine spezielle Gong-Musik, die ihre Wurzeln in sowohl muslimischen als auch nichtmuslimischen Bevölkerungsgruppen der Südphilippinen hat.
Das Gongspiel Kulintang besteht aus acht kleinen Gongs mit Schlagbuckel. Sie sind in einer Reihe waagrecht in einem Rahmen angeordnet, wo sie auf Schnüren aufliegen. Zum Spielen schlägt man mit zwei hölzernen Klöppeln auf den Buckel und erzeugt auf diese Art den jeweiligen Ton. Zu einem Kulintang-Ensemble der Maguindanaon gehören weiterhin ein großer breitwandiger Gong (Agung), vier große schmalrandige Gongs (Gandingan), ein kleiner Gong (Babendil) und eine große Trommel (Dabakan).
Die Musikkultur der Maguindanaon ist auch für ihre virtuosen Spieler der zweisaitigen Bootslaute Kutiyapi bekannt.